# Francesca Adrover i Tirado
Francesca Adrover i Tirado, (Santanyí, Mallorca, 1955 — Palma, 13 de maig de 2013) va ser una música, pedagoga i folklorista mallorquina.
Es va formar al Conservatori Professional de Música i Dansa de les Balears, i va treballar en la investigació i recuperació de la música i la dansa tradicionals de les Balears, especialment del ball de plaça.
Normalment la podíem trobar en el Festival Tradicionàrius, en el Cap de Setmana de Ses Illes i en la Festa dels Foguerons del barri de Gràcia de Barcelona.

## Biografia
El seu pare tocava la guitarra i el llaüt en un local de Cala Figuera. La seva família es va traslladar a la Felanitx quan tenia cinc anys i aquí va estudiar piano i guitarra.
De jove va estar en una tuna femenina i va formar part del grup Jufratoma (inicials dels seus quatre membres) amb referències del folk americà dels seixanta i les cançons de Bob Dylan.
L'any 1976 va començar a formar part del grup S'Estol d'es Gerricó, una agrupació folklòrica de Felanitx, com a cantant i guitarrista. Durant el temps de la seva estada en aquest grup es van editar aquests tres discs: S'estol d’es Gerricó (1978) Felanitx i Mallorca (1995) i Nou de trinca (2004).
A l'any 1978 va ser cofundadora del grup Sis Som (1978-2002) juntament amb Bel Cerdà i altres companys. Aquest va ser un grup referent dels anys vuitanta dins el panorama de la música tradicional mallorquina. Van enregistrar aquests discs: Cançons per a un capvespre (1983) Tres i dos: sis (1985) Sis Som (1987) Antologia (1999) i Fruit de la terra (2001).
Des de l'any 1981 era mestra de música al col·legi Sant Alfons de Felanitx i en componia cançons de nadal perquè toquessin durant les festes nadalenques i moltes d'elles es van enregistrar en el CD de la Cooperativa d’ensenyament Es Lledoner Els nins canten Nadal (1996).
Des de l'any 1985 al 2007) va impartir classes de guitarra a l'escola de música Pare Aulí de Felanitx.
L'any 1986 forma part del grup Tramundança, com a cantant i guitarrista, un grup de música animava les ballades populars i també es dedicava a realitzar una recerca de partitures tradicionals i de noves composicions, tant de particulars com d'institucions. Participa en dos CDs en aquest grup: No dona gran cosa més l’agre de la terra (2001) i Vint-i-5 (2009) a més d’una col·laboració especial en el disc Sa Ximbomba encara sona (2008).
La seva activitat principal era la de participar amb ballades populars amb S'Estol d'es Gerricó i altres músics. Per exemple, la dansa tradicional de Sant Joan Pelós (ball que recorre els carrers cada 24 de juny). Va participar en la recuperació del cant de capta Ses Sales (fins al 2002), celebrat el dia de Pasqua. L'any 2005 va participar en l'elaboració del Dvd sobre les danses felanitxeres dels cavallets i de Sant Joan Pelós.
L'any 2006 juntament amb Jaume Julià (membre també d'Estol) van compondre la partitura del ball dels gegants de Felanitx.